# بيتر حنان
بيتر حنان هو سباح وطيار وسياسي نيوزيلندي، ولد في 30 نوفمبر 1915 في Morrinsville ‏ في نيوزيلندا، وتوفي في 15 سبتمبر 2008.